# Tyranny (gruppo musicale)
I Tyranny sono una band funeral doom metal formata in Finlandia nel 2001.

## Storia
I Tyranny pubblicano nel 2004 l'EP Bleak Vistae, seguito nel 2005 dal primo album Tides of Awakening. L'album è costituito da quattro pezzi molto lunghi con atmosfere opprimenti e depressive, e testi ispirati agli scritti di H. P. Lovecraft, con canti growl abissali. Nel settembre 2015 esce il secondo album "Aeons of Tectonic Interments", a distanza di 10 anni dall`esordio

## Formazione

### Formazione attuale
- Matti Mäkelä
- Lauri Lindqvist

## Ex componenti
- J. Heikkilä (componente live)

## Discografia
Album in studio
- 2005 - Tides of Awakening
- 2015 - Aeons in Tectonic Interments

EP
- 2004 - Bleak Vistae